# Холоценски календар
Холоценски календар је заправо популарни назив за Холоценску Еру или Људску Еру (Human Era). Користи систем датирања сличан астрономском бројању година али додаје 10.000 и ставља нулу на почетак Људске ере (ХЕ, почетак људске цивилизације), апроксимацију епохе Холоцена (период после Леденог доба) ради лакшег геолошког, археолошког, дендрохронолошког и историографског датирања. Текућа грегоријанска година се може трансформисати простим дописивањем броја 1 испред (нпр. 2008. постаје 12008). Ову еру је први пут предложио Cesare Emiliani 11993. HE.

## Западна мотивација
Емилијанијев предлог за реформу календара је замишљен да спречи неке проблеме садашњег Грегоријанског календара, који је данас опште прихваћен светски календар. Ради се о следећем:
- Грегоријански календар почиње од претпостављене године рођења Исуса Христа. Овај хришћански аспект Грегоријанског календара (нарочито коришћење израза Пре Христа и  Anno Domini) може бити иритантно или чак увредљиво за нехришћане.  Архивирано на веб-сајту  (11. октобар 2011)
- Проучаваоци Библије су једногласни да је Исус заправо рођен неколико година пре 1. н. е., што израз „пре Христа“ оставља без смисла у изражавању година.
- Нема 0. године, јер после 1. године п. н. е. долази 1. н. е.
- Године пре нове ере теку „надоле“, 44. п. н. е. је после 250. н. е. Овим је рачунање периода преко границе ера искомпликовано.

Зато ХЕ. поставља почетак текуће ере на 10000. п. н. е. Ово је прва апроксимација почетка текуће геолошке епохе која је одговарајуће названа Холоцен ("потпуно одскора"). Резон за ово је то што се верује да је у ово време настала људска цивилизација (нпр. прва стална насеља, пољопривреда, припитомљавања животиња итд.). Тако би сви кључни датуми људске историје били наведени једноставном скалом растућих бројева, где би већи број увек означавао каснији датум. 

## Претварање у Грегоријански календар
Прелаз из грегоријанске наше ере у холоценску се постиже додавањем 10000, како је горе наведено. Године пре наше ере треба одузети од 10001.
| Догађаји                                                   | Грегоријанске године      | Холоценска Ера (Human Era)                 |
| Неандерталац изумро                                        | приближно 22000. п. н. е. | приближно -12000 HE or приближно 12000 BHE |
| Приближно време изумирања последњег блиског људског рођака | 10001. п. н. е.           | 0 HE                                       |
| Сви континенти насељени (осим Антарктика)                  | приближно 10001. п. н. е. | приближно 0 HE                             |
| Први утврђени град (Јерихон)                               | приближно 8001. п. н. е.  | приближно 2000 HE                          |
| Почетак ере Етос Косму (Цариградска ера)                   | 5509. п. н. е.            | 4492 HE                                    |
| Могуће стварање Египатског календара                       | 4242. п. н. е.            | 5759 HE                                    |
| Вероватна година завршетка прве египатске пирамиде         | 2611. п. н. е.            | 7390 HE                                    |
| Оснивање Атине                                             | 1235. п. н. е.            | 8764 HE                                    |
| Оснивање Рима                                              | 753. п. н. е.             | 9248 HE                                    |
| Суђење Сократу                                             | 399. п. н. е.             | 9602 HE                                    |
| Прва година наше ере                                       | AD 1                      | 10001 HE                                   |
| Пад Рима                                                   | 476                       | 10476 HE                                   |
| Хинду-арапски бројеви уведени у Европу                     | 1202                      | 11202 HE                                   |
| James Watt патентирао усавршену парну машину               | 1769                      | 11769 HE                                   |
| Човек у свемиру                                            | 1961                      | 11961 HE                                   |
| Текућа година                                              | 2025                      | 12025. HE                                  |